# عبد الله العبد الله
عبد الله العبد الله (مواليد 10 يناير 1987) هو لاعب كرة قدم سعودي يلعب حاليًا في نادي الشروق.

## مسيرة اللاعب
كانت بداياته مع نادي الفتح و انتقل إلى نادي الجيل في عام 2015 و انتقل إلى نادي الروضة في عام 2021 و انتقل إلى نادي العمران في عام 2022 ووقع مع نادي الشروق في عام 2024.

## وصلات خارجية
- عبد الله العبد الله على موقع Soccerway.com (الإنجليزية)